# Georgiana (Alabama)
Georgiana es un pueblo ubicado en el condado de Butler en el estado estadounidense de Alabama. En el censo de 2000, su población era de 1737. 

## Demografía
En el 2000 la renta per cápita promedia del hogar era de $ 17.014$, y el ingreso promedio para una familia era de 21.950$. El ingreso per cápita para la localidad era de 10.166$. Los hombres tenían un ingreso per cápita de 23.056$ contra 17.813$ para las mujeres.

## Geografía
Georgiana está situado en 31°38′24″N 86°44′21″O / 31.64000, -86.73917 (31.640087, -86.739442).
Según la Oficina del Censo de los EE. UU., la ciudad tiene un área total de 6.26 millas cuadradas (16.23 km²).